# Ashina Moriuji
Ashina Moriuji (蘆名盛氏?; 1521 – 1580) è stato un daimyō giapponese del periodo Sengoku, appartenente al clan Ashina.
Moriuji fu il figlio maggiore di Ashina Morikiyo. Espanse il dominio degli Ashina nonostante le resistenze dei clan Uesugi e Satake ed entrò in guerra con i Date. È ricordato come un capo buono e saggio, che fece molto per migliorare la condizione economica del dominio Ashina mentre espandeva i suoi confini. Per questo motivo, il regno di Moriuji è considerato l'età d'oro del clan Ashina. Costruì il castello di Mukaihaguroyama intorno al 1561 come un luogo previsto per il suo ritiro. Quando suo figlio maggiore morì di malattia adottò Ashina Moritaka.